# تسخیر نیشابور
تسخیر نیشابور یا ابرشهر اشاره بر ورود سپاه خلافت راشدین به فرماندهی احنف بن قیس در زمان حمله اعراب به ایران به محدوده ابرشهر (شهر نیشابور) و تسخیر بدون جنگ آن در سال ۲۲ هـ ق-۶۴۳ (میلادی) دارد. در کتاب تاریخ نیشابور نوشته ابوعبدالله الحاکم تسخیر نیشابور توسط صحابه پیامبر ضبط شده‌است.
تاریخ تسخیر نیشابور توسط مسلمانان به دو صورت نوشته شده‌است. بیشتر تاریخ نویسان، تسخیر نیشابور را در سال ۲۲ هـ ق-۶۴۳ (میلادی)- به هنگام خلافت عمر بن خطاب و به سرداری عبداله ابن عامر ثبت کرده‌اند.
برخی نیز، از جمله یاقوت حموی در معجم البلدان رویداد را در زمان حکومت عثمان بن عفان در سال ۲۹ ه‍. ق-۶۵۰ (میلادی)- نوشته‌اند؛ الحاکم نویسنده تاریخ نیشابور، فتح این شهر را به صلح می‌داند.
وجود تعدادی از صحابه پیامبر در سپاه مسلمانان برای تسخیر نیشابور یکی از دلایل فتح بدون جنگ این شهر ذکر شده‌است. همچنین این اصحاب پیامبر اسلام نقش مهمی در اقبال مردم نیشابور به دین اسلام و علوم اسلامی داشتند.